# Hvidovre VK
Hvidovre VK – duński klub siatkarski z Hvidovre. Od sezonu 2009/2010 występuje w najwyższej klasie rozgrywkowej (Elitedivision).

## Rozgrywki krajowe
| Sezon     | Rozgrywki       | Osiągnięcie |
| --------- | --------------- | ----------- |
| 2000/2001 | 1. Division Øst | 4. miejsce  |
| 2001/2002 | 1. Division Øst | 5. miejsce  |
| 2002/2003 | Elitedivision   | 9. miejsce  |
| 2003/2004 | Elitedivision   | 10. miejsce |
| 2004/2005 | Elitedivision   | 9. miejsce  |
| 2005/2006 | Elitedivision   | 9. miejsce  |
| 2006/2007 | 1. Division Øst | 2. miejsce  |
| 2007/2008 | Elitedivision   | 7. miejsce  |
| 2008/2009 | 1. Division     | 1. miejsce  |
| 2009/2010 | Elitedivision   | 7. miejsce  |

## Rozgrywki międzynarodowe
Klub Hvidovre VK nie występował dotychczas w europejskich pucharach.

## Kadra w sezonie 2009/2010
- Pierwszy trener:  Kim Westring Madsen

| Nr | Imię i nazwisko     | Data ur. | Wzrost | Pozycja      |
| -- | ------------------- | -------- | ------ | ------------ |
| 1  | Jakob Due Jakobsen  | 1977     | 201    | środkowy     |
| 2  | Kasper Lindberg     | 1976     | 181    | rozgrywający |
| 3  | Henrik Vestergaard  | 1980     | 198    | środkowy     |
| 4  | Jakob Nielsen       | 1981     | 198    | środkowy     |
| 6  | Tim Christensen     | 1982     | 192    | atakujący    |
| 7  | Jacob Ramsgaard     | 1982     | 196    | środkowy     |
| 8  | Morten Hjulmand     | 1990     | 185    | przyjmujący  |
| 9  | Martin Henningsen   | 1974     | 189    | przyjmujący  |
| 10 | Necdet Şahiner      | 1991     | 180    | libero       |
| 11 | Martin Rønn Reschka | 1977     | 190    | przyjmujący  |
| 12 | Jonas Villund       | 1988     | 190    | rozgrywający |
| 13 | Daniel Blytner      | 1979     | 192    | przyjmujący  |
| 14 | Uffe Seldal         | 1979     | 195    | przyjmujący  |